# Meg 2: The Trench
Meg 2: The Trench (titulada: Megalodón 2: La fosa en España y  Megalodón 2: El gran abismo en Hispanoamérica) es una película de ciencia ficción y acción estadounidense, dirigida por Ben Wheatley, escrita por Jon Hoeber, Erich Hoeber y Dean Georgaris, basada en la novela Meg: la fosa (1999) de Steve Alten. Secuela de Megalodón (2018), está protagonizada por Jason Statham, Wu Jing, Sienna Guillory, Cliff Curtis, Shuya Sophia Cai, Page Kennedy, Skyler Samuels y Melissanthi Mahut.
Meg 2: The Trench fue entrenada en los Estados Unidos el 4 de agosto de 2023 por Warner Bros. Pictures.

## Sinopsis
Jonas Taylor (Jason Statham) dedica su tiempo a la lucha contra el ecoterrorismo y a explorar el fondo marino junto al equipo del Mana One, que tiene en cautividad a una megalodón desde que ésta era una bebé. 
En una de las incursiones que realiza el equipo al fondo marino, Jonas descubre dos cosas: una base ilegal de extracción mineral y que la megalodón en cautiverio ha logrado escapar para reunirse junto a otros megalodones. Atrapados a miles de metros de profundidad, el equipo deberá caminar hasta la base ilegal para sobrevivir al ataque de los megalodones.

## Argumento
Cinco años después de los eventos de la primera película, Jonas Taylor (Jason Statham) está involucrado en la lucha contra los delitos ecológicos, mientras continúa explorando la parte más profunda de la Fosa de las Marianas junto al equipo de Mana One, ahora liderado por Hillary Driscoli (Sienna Guillory) y Jiuming Zhang (Wu Jing). Zhang heredó la empresa tras la muerte de su padre y de su hermana Suyin, pareja de Jonas y madre de Meiying (Shuya Sophia Cai). Mana One también ha estado estudiando a una megalodón, Haiqi, que fue descubierta cuando era bebé y entrenada por Jiuming en una reserva en Hunán. Haiqi ha estado actuando de manera errática, lo que hace que Taylor se preocupe a pesar del entusiasmo de Jiuming.
Taylor y Jiuming lideran una exploración sumergible de rutina a la trinchera, con Meiying como polizón, para ver la trinchera por primera vez, mientras otros sobrevivientes del megalodón, DJ y Mac, observan al grupo desde el Mana One. Allí, descubren que Haiqi de alguna manera escapó del cautiverio y Jiuming decide seguir al tiburón hasta las profundidades de la trinchera. Allí, descubren dos megalodones más grandes, que se aparean con Haiqi, así como una operación minera ilegal en una estación capitaneada por el mercenario Montes, que tiene una venganza contra Taylor. La tripulación de Montes fue contratada por Driscoli para usar de forma encubierta el acceso del Mana One a la trinchera para cultivar minerales que podrían generarles miles de millones. Montes mata a su tripulación en una explosión para encubrir sus actividades, lo que provoca una ruptura en la trinchera y deja en tierra a las naves de Taylor y Jiuming.
DJ, Mac y su compañera analista de Mana One, Jess, descubren que la cápsula de rescate ha sido saboteada, lo que obliga a la tripulación a usar exotrajes para caminar hacia la estación a través de la trinchera llena de criaturas. Solamente Taylor, Meiying, Jiuming y la oficial de seguridad Rigas sobrevivieron al viaje. Allí, Jess y Driscoli se revelan como traidoras e intentan matar a los cuatro, pero escapan de la estación en otro sumergible después de una pelea con Montes.
Driscoli envía mercenarios para hacerse cargo del Mana One mientras Montes sale a la superficie y se encuentra con Jess. A medida que la tripulación sale a la superficie, descubren la ruptura de la termoclina que lleva a varias de las criaturas, incluidos los tres Megs, a alcanzar la superficie y rodear al Mana One. Después de que el Meg mata a Jess y la tripulación de Taylor se reúne con DJ y Mac, Montes enfoca a los mercenarios en la tripulación. Los Megs logran matar a sus perseguidores, pero la tripulación decide dirigirse hacia un centro turístico densamente habitado, Fun Island.
Driscoli, Montes y los mercenarios llegan para matar a la tripulación de Taylor, pero en cambio son atacados por lagartos anfibios de la Trinchera conocidos como Snappers. Driscoli y varios mercenarios son asesinados por los Snappers, mientras que el grupo de Taylor se divide para evacuar a los turistas cuando los Megs comienzan su ataque. Taylor logra matar al Meg usando un arpón pegado a un explosivo antes de ser atacado por Montes, lo que lleva a ambos a navegar a la playa, donde su pelea termina con Montes devorado por el tiburón. Jiuming crea una bomba con fertilizante y, junto con Mac, se hace cargo del helicóptero desatendido de Driscoli para volar hacia la playa donde Meiying está tratando de ayudar a los turistas que son atacados por un calamar gigante. El calamar  derriba el helicóptero y Jiuming lo hiere con su bomba, atrayendo al Meg que procede a matarlo. Mientras Jiuming nada hacia los restos para salvar a Mac, Taylor toma uno de los rotores del helicóptero y lo usa para empalar fatalmente al Meg en la cabeza.
Haiqi se dirige hacia Taylor, Jiuming y Mac, pero Jiuming usa sus señales entrenadas para desviar la atención del tiburón. Haiqi redirige su atención a una manada de delfines que se alejan nadando. De camino a la playa, Jiuming razona que Haiqi escapó del cautiverio porque era la temporada de apareamiento y analiza la posibilidad de que esté embarazada. Taylor decide que es mejor no pensar en ello y el grupo celebra su supervivencia.

## Reparto
- Jason Statham como Jonas Taylor, un buzo que se especializa en búsqueda y rescate en aguas profundas, padrastro de Meiying y esposo de la fallecida Suyin Zhang.
- Wu Jing como Jiuming Zhang, el tío de Meiying, quien tomó el lugar de su difunta hermana Suyin en Mana One.[2]
- Shuya Sophia Cai como Meiying Zhang, la sobrina de Jiuming e hijastra de Jonas.[3]
- Page Kennedy como DJ, un ingeniero en Mana One.[3]
- Sergio Peris-Mencheta como Montes, un mercenario a cargo de operaciones mineras ilegales y socio de Jess.[4]
- Skyler Samuels como Jess, una trabajadora de Mana One, que en realidad es parte del grupo mercenario de Montes y una ejecutiva de alto rango de Driscoli.[4]
- Cliff Curtis como James "Mac" Mackreides, el gerente de operaciones de Mana One.[3]
- Sienna Guillory como Hillary Driscoll, una inversionista multimillonaria que financia los esfuerzos de Jiuming en Mana One, pero contrata en secreto a Montes para una operación minera en aguas profundas.[4]
- Melissanthi Mahut como Rigas, una oficial de seguridad en Mana One.
- Whoopie van Raam como Curtis, un buceador en Mana One.
- Kiran Sonia Sawar como Sal, una buceadora en Mana One.
- Felix Mayr como Lance, un buzo en Mana One.

## Doblaje
| Actor original | Personaje     | Actor de voz España   | Actor de voz México |
| -------------- | ------------- | --------------------- | ------------------- |
| Jason Statham  | Jonas Taylor  | Juan Antonio Bernal   | Dafnis Fernández    |
| Wu Jing        | Jiuming Zhang | Albert Trifol Segarra | Manuel Campuzano    |

## Producción

### Desarrollo
En abril de 2018, Jason Statham dijo que ocurriría una secuela de Megalodón (2018) si a la película le fuera bien con el público, y dijo: «Creo que es como cualquier cosa en esta época: si gana dinero, obviamente hay un apetito por ganar más dinero. Y si no funciona bien, pronto lo esconderán debajo de la alfombra, pero así es como funciona Hollywood». En agosto de 2018, Steve Alten dijo: «Mi sensación siempre ha sido que esta es una franquicia de mil millones de dólares si se hace bien. Pero para hacerlo bien, tenías que acertar con el tiburón, acertar con el elenco, conseguir el tono cierto. Y Warner Bros. lo ha clavado por completo. Los productores lo han clavado». En octubre de 2018, la productora ejecutiva Catherine Xujun Ying anunció que una secuela estaba en las primeras etapas de desarrollo.

### Preproducción
En marzo de 2019, se anunció que se estaba trabajando en un guion para la película, con el regreso de Dean Georgaris, Jon y Erich Hoeber. En su boletín de septiembre de 2020, Alten confirmó que el guion, titulado Meg 2: The Trench, estaba completo, expresando interés en su tono «oscuro». En octubre de 2020, se anunció que Ben Wheatley dirigiría la película.

### Filmación
En abril de 2021, Statham dijo que la filmación estaba programada para comenzar en enero de 2022. La filmación comenzó según lo planeado a fines de enero en los estudios Leavesden, propiedad de Warner, en las afueras de Londres, y la fotografía principal comenzó el 4 de febrero de 2022. Continuó allí hasta mayo antes de cambiar a lugares al aire libre, presumiblemente en Asia. Mientras la producción estaba en curso, Sienna Guillory, Skyler Samuels, Sergio Peris-Mencheta y Wu Jing fueron anunciados como parte del elenco.

### Posproducción
DNEG, Scanline VFX y Milk VFX proporcionaron los efectos visuales para la secuela (DNEG también se encargó de la conversión 3D). Pete Bebb y Gavin Round se desempeñaron como supervisor de efectos visuales de producción y productor de efectos visuales de producción, respectivamente.

### Música
Harry Gregson-Williams compuso la secuela, regresando de la primera película. WaterTower Music lanzó un álbum de partituras el 28 de julio, además de la versión remix de Bankay Ojo de la canción "Chomp" de Page Kennedy.

## Estreno
Meg 2: The Trench fue estrenada en los Estados Unidos el 4 de agosto de 2023 por Warner Bros. Pictures.